# Guerra de Kitos
La guerra de Kitos (115-117) (en hebreo: מרד הגלויות mered ha'galoyot, «Rebelión del exilio») es el nombre dado a la segunda de las guerras judeo-romanas. El nombre proviene del general romano Lusio Quieto, quien reprimió exitosamente la rebelión judía en Mesopotamia y fue luego enviado a Judea como procurador por el emperador Trajano, cargo que mantuvo hasta que fue ejecutado por orden de Adriano.

## Antecedentes
En el año 113, Trajano inició su campaña militar contra el Imperio parto, con el objetivo de conquistarlo y llegar a India, como Alejandro Magno. Para esto, movilizó las legiones desplegadas en todo el Imperio, dejando desguarnecidas las ciudades conquistadas del norte de África y otros sitios. Para garantizar sus líneas de comunicaciones y abastecimientos, ocupó el reino de los nabateos para tener la ciudad de Palmira como base para el ataque y, dada la historia de levantamientos de la provincia de Judea, tomó una serie de medidas preventivas contra los judíos: entre otras cosas, les prohibió el estudio de la Torá y la observancia del Shabat.
Estas medidas causaron indignación en la población judía, tanto dentro como fuera del territorio de Judea.

## Inicio
En el año 115, el ejército romano comenzó su ofensiva contra los partos, logrando conquistar Mesopotamia, incluidas las ciudades de Babilonia y Susa, sedes de grandes academias judías. Las colonias judías de estas ciudades, conocedoras de las persecuciones que sus sabios sufrían en Judea, y que vivían en un marco de libertad religiosa desde hacía 600 años, combatieron encarnizadamente contra las legiones romanas y apoyaron a los partos. 
Las comunidades griegas de Cirenaica (Libia) y Chipre atacaron los barrios judíos excusándose en el apoyo que estos daban a los partos. Este ataque llevó a las comunidades judías a la organización de su autodefensa y contraataque. El historiador romano Dión Casio no menciona las causas del origen de la revuelta, mientras que el historiador eclesiástico Eusebio de Cesarea dice: «Los judíos, dominados por un espíritu de rebelión, se levantaron contra sus conciudadanos griegos».

## La revuelta

### Cirene y Egipto
Los judíos de Cirene, capital de la provincia romana de Cirenaica, liderados por un tal Lucas (Dión Casio lo denomina Andreas, probablemente su nombre romano) atacaron los barrios griegos, destruyendo numerosos templos dedicados a dioses paganos, como Júpiter, Apolo, Artemisa e Isis, así como edificios que simbolizaban el poder romano. Según Casio, murieron cerca de 200 000 romanos; Simón Dubnow considera sumamente exagerada esta cifra. Eusebio, en sus crónicas, menciona que como consecuencia de estos levantamientos Libia fue despoblada hasta el punto de que fue necesario fundar nuevas colonias varios años después para recuperar la población. El obispo Sinesio, nativo de Cirenaica, también habla de las devastaciones causadas por los judíos.
El movimiento comandado por Lucas se dirigió luego a Alejandría, entró en la ciudad, abandonada por las tropas romanas con base en Egipto dirigidas por el gobernador Marco Rutilio Lupo, e incendió algunos barrios de la misma. Tanto los templos paganos como la tumba de Pompeyo fueron destruidos. Esto obligó a Trajano a enviar nuevas tropas al mando del praefectus pretorius Quinto Marcio Turbón para pacificar las provincias de Egipto y Cirenaica, lo que se logró en el otoño del año 117. Así, Los bienes y las propiedades de las comunidades judías fueron expropiadas para reconstruir las ciudades y los daños causados por el levantamiento. Su líder Lucas presumiblemente huyó hacia Judea.

### Chipre
Los judíos, liderados por Artemión, se hicieron con el total control de la isla. 

Bajo el liderazgo de Artemión, los judíos chipriotas participaron en un gran levantamiento contra los romanos bajo Trajano (117) y ellos reportaron haber matado 240 000 griegos. (Dión Casio LXVIII.32)

Trajano envió la legión VII Claudia para restaurar el orden. El ejército romano reconquistó la capital asesinando a todos los rebeldes y se prohibió a los judíos residir en el futuro en la isla, bajo pena de muerte. Incluso los supervivientes de naufragios, si eran encontrados en la playa, eran ejecutados.

### Mesopotamia
Una nueva revuelta se levantó en la Mesopotamia recién conquistada, mientras Trajano luchaba contra los partos en el golfo Pérsico. Trajano reconquistó Nísibis (actualmente Nusaybin, Turquía), Edesa (actualmente Şanlıurfa, Turquía) y Seleucia (actualmente suburbio de Bagdad, Irak). En cada una de estas ciudades había antiguas e importantes comunidades judías. Tras sofocar la rebelión, Trajano quedó inquieto con la situación y envió al general Lusio Quieto para eliminar a todos los sospechosos judíos en Chipre, Siria y Mesopotamia, nombrándolo gobernador de la provincia de Judea.

## El final
La insurrección de los judíos durante los últimos años de Trajano no había sido totalmente suprimida cuando Adriano asume el mando como emperador en el año 118. Los disturbios se extendieron a Judea. Quieto, que estaba a cargo del gobierno de Judea, detuvo a los hermanos Julián y Papo, que habían sido el alma de la rebelión, sentenciándolos a muerte. Pero órdenes recibidas de Roma causaron la ejecución de Quieto por haber intentado usurpar a Adriano en el trono, salvando a los hermanos.Los hechos más importantes de la campaña de Quieto son mencionados en el Talmud y otras fuentes rabínicas.
El nombramiento de Adriano como emperador y las promesas realizadas por él de permitir la reconstrucción del Templo de Jerusalén trajo un breve lapso de tranquilidad a la región, pero luego su cambio de pensamiento por la influencia de su entorno griego y la decisión de fundar una ciudad romana en el sitio de Jerusalén llevó a que se reanudaran los disturbios, lo cual motivó el traslado de la legión VI Ferrata al lugar, culminando quince años después en la tercera guerra judeo-romana, la Rebelión de Bar Kojba.